# Delos Thurber
Delos Packard Thurber (Los Angeles, 23 novembre 1916 – San Diego, 12 maggio 1987) è stato un altista statunitense.

## Palmarès

### Olimpiadi
- Bronzo a Berlino 1936 nel salto in alto.